# Cyphonocerus harmandi
Cyphonocerus harmandi is een keversoort uit de familie glimwormen (Lampyridae). De wetenschappelijke naam van de soort werd voor het eerst geldig gepubliceerd in 1903 door Olivier.